# Lista de ministros da Agricultura do Brasil
Esta é uma lista de ministros da Agricultura e Pecuária do Brasil.
Até 1892, com a denominação de Secretaria de Estado dos Negócios da Agricultura, Comércio e Obras Públicas, tinha responsabilidades tanto sobre a agricultura quanto o transporte, por isso a lista de Ministros dos Transportes do Brasil repete o nome dos ministros da Agricultura até 1892.

## Império

### Segundo reinado–D. Pedro II
| Nº | Foto | Nome                                                           | Órgão                                                                       | Início                 | Fim                    | Chefe de Governo                                            |
| -- | ---- | -------------------------------------------------------------- | --------------------------------------------------------------------------- | ---------------------- | ---------------------- | ----------------------------------------------------------- |
| 1  |      | Joaquim José Inácio (visconde de Inhaúma)                      | Secretaria de Estado dos Negócios da Agricultura, Comércio e Obras Públicas | 2 de março de 1861     | 21 de abril de 1861    | Luís Alves de Lima e Silva (duque de Caxias)                |
| 2  |      | Manuel Felizardo de Sousa e Melo                               | Secretaria de Estado dos Negócios da Agricultura, Comércio e Obras Públicas | 21 de abril de 1861    | 24 de maio de 1862     | Luís Alves de Lima e Silva (duque de Caxias)                |
| 3  |      | Antônio Coelho de Sá e Albuquerque                             | Secretaria de Estado dos Negócios da Agricultura, Comércio e Obras Públicas | 24 de maio de 1862     | 30 de maio de 1862     | Zacarias de Góis                                            |
| 4  |      | João Lins Vieira Cansanção de Sinimbu (visconde de Sinimbu)    | Secretaria de Estado dos Negócios da Agricultura, Comércio e Obras Públicas | 30 de maio de 1862     | 9 de fevereiro de 1863 | Pedro de Araújo Lima (marquês de Olinda)                    |
| 5  |      | Pedro de Alcântara Bellegarde                                  | Secretaria de Estado dos Negócios da Agricultura, Comércio e Obras Públicas | 9 de fevereiro de 1863 | 15 de janeiro de 1864  | Pedro de Araújo Lima (marquês de Olinda)                    |
| 6  |      | Domiciano Leite Ribeiro (visconde de Araxá)                    | Secretaria de Estado dos Negócios da Agricultura, Comércio e Obras Públicas | 15 de janeiro de 1864  | 20 de julho de 1864    | Zacarias de Góis                                            |
| 7  |      | João Pedro Dias Vieira                                         | Secretaria de Estado dos Negócios da Agricultura, Comércio e Obras Públicas | 20 de julho de 1864    | 31 de agosto de 1864   | Zacarias de Góis                                            |
| 8  |      | Jesuíno Marcondes de Oliveira e Sá                             | Secretaria de Estado dos Negócios da Agricultura, Comércio e Obras Públicas | 31 de agosto de 1864   | 12 de maio de 1865     | Francisco José Furtado                                      |
| 9  |      | Antônio Francisco de Paula Sousa                               | Secretaria de Estado dos Negócios da Agricultura, Comércio e Obras Públicas | 12 de maio de 1865     | 3 de agosto de 1866    | Pedro de Araújo Lima (marquês de Olinda)                    |
| 10 |      | Sousa Dantas                                                   | Secretaria de Estado dos Negócios da Agricultura, Comércio e Obras Públicas | 3 de agosto de 1866    | 16 de julho de 1868    | Zacarias de Góis                                            |
| 11 |      | Joaquim Antão Fernandes Leão                                   | Secretaria de Estado dos Negócios da Agricultura, Comércio e Obras Públicas | 16 de julho de 1868    | 10 de janeiro de 1870  | Joaquim José Rodrigues Torres (visconde de Itaboraí)        |
| 12 |      | Diogo Velho Cavalcanti de Albuquerque (visconde de Cavalcanti) | Secretaria de Estado dos Negócios da Agricultura, Comércio e Obras Públicas | 10 de janeiro de 1870  | 29 de setembro de 1870 | Joaquim José Rodrigues Torres (visconde de Itaboraí)        |
| 13 |      | Jerônimo José Teixeira Júnior (visconde do Cruzeiro)           | Secretaria de Estado dos Negócios da Agricultura, Comércio e Obras Públicas | 29 de setembro de 1870 | 20 de novembro de 1870 | José Antônio Pimenta Bueno (marquês de São Vicente)         |
| 14 |      | João Alfredo Correia de Oliveira                               | Secretaria de Estado dos Negócios da Agricultura, Comércio e Obras Públicas | 20 de novembro de 1870 | 7 de março de 1871     | José Antônio Pimenta Bueno (marquês de São Vicente)         |
| 15 |      | Teodoro Machado Freire Pereira da Silva                        | Secretaria de Estado dos Negócios da Agricultura, Comércio e Obras Públicas | 7 de março de 1871     | 20 de abril de 1872    | José Maria da Silva Paranhos (visconde do Rio Branco)       |
| 16 |      | Cândido Borges Monteiro (visconde de Itaúna)                   | Secretaria de Estado dos Negócios da Agricultura, Comércio e Obras Públicas | 20 de abril de 1872    | 26 de agosto de 1872   | José Maria da Silva Paranhos (visconde do Rio Branco)       |
| 17 |      | Barros Barreto                                                 | Secretaria de Estado dos Negócios da Agricultura, Comércio e Obras Públicas | 26 de agosto de 1872   | 28 de janeiro de 1873  | José Maria da Silva Paranhos (visconde do Rio Branco)       |
| 18 |      | Costa Pereira                                                  | Secretaria de Estado dos Negócios da Agricultura, Comércio e Obras Públicas | 28 de janeiro de 1873  | 25 de junho de 1875    | José Maria da Silva Paranhos (visconde do Rio Branco)       |
| 19 |      | Tomás José Coelho de Almeida                                   | Secretaria de Estado dos Negócios da Agricultura, Comércio e Obras Públicas | 25 de junho de 1875    | 5 de janeiro de 1878   | Luís Alves de Lima e Silva (duque de Caxias)                |
| 20 |      | João Lins Vieira Cansanção de Sinimbu (visconde de Sinimbu)    | Secretaria de Estado dos Negócios da Agricultura, Comércio e Obras Públicas | 5 de janeiro de 1878   | 28 de março de 1880    | João Lins Vieira Cansanção de Sinimbu (visconde de Sinimbu) |
| 21 |      | Manuel Buarque de Macedo                                       | Secretaria de Estado dos Negócios da Agricultura, Comércio e Obras Públicas | 28 de março de 1880    | 31 de agosto de 1881   | José Antônio Saraiva                                        |
| 22 |      | Pedro Luís Pereira de Sousa                                    | Secretaria de Estado dos Negócios da Agricultura, Comércio e Obras Públicas | 31 de agosto de 1881   | 3 de novembro de 1881  | José Antônio Saraiva                                        |
| 23 |      | José Antônio Saraiva                                           | Secretaria de Estado dos Negócios da Agricultura, Comércio e Obras Públicas | 3 de novembro de 1881  | 21 de janeiro de 1882  | José Antônio Saraiva                                        |
| 24 |      | Manuel Alves de Araújo                                         | Secretaria de Estado dos Negócios da Agricultura, Comércio e Obras Públicas | 21 de janeiro de 1882  | 3 de julho de 1882     | Martinho Álvares da Silva Campos                            |
| 25 |      | André Augusto de Pádua Fleury                                  | Secretaria de Estado dos Negócios da Agricultura, Comércio e Obras Públicas | 3 de julho de 1882     | 16 de dezembro de 1882 | João Lustosa da Cunha Paranaguá (marquês de Paranaguá)      |
| 26 |      | Lourenço Cavalcanti de Albuquerque                             | Secretaria de Estado dos Negócios da Agricultura, Comércio e Obras Públicas | 16 de dezembro de 1882 | 7 de janeiro de 1883   | João Lustosa da Cunha Paranaguá (marquês de Paranaguá)      |
| 27 |      | Henrique Francisco d'Ávila                                     | Secretaria de Estado dos Negócios da Agricultura, Comércio e Obras Públicas | 7 de janeiro de 1883   | 24 de maio de 1883     | João Lustosa da Cunha Paranaguá (marquês de Paranaguá)      |
| 28 |      | Afonso Pena                                                    | Secretaria de Estado dos Negócios da Agricultura, Comércio e Obras Públicas | 24 de maio de 1883     | 6 de junho de 1884     | Lafayette Rodrigues Pereira                                 |
| 29 |      | Antônio Carneiro da Rocha                                      | Secretaria de Estado dos Negócios da Agricultura, Comércio e Obras Públicas | 6 de junho de 1884     | 6 de maio de 1885      | Sousa Dantas                                                |
| 30 |      | João Ferreira de Moura                                         | Secretaria de Estado dos Negócios da Agricultura, Comércio e Obras Públicas | 6 de maio de 1885      | 20 de agosto de 1885   | José Antônio Saraiva                                        |
| 31 |      | Antônio da Silva Prado                                         | Secretaria de Estado dos Negócios da Agricultura, Comércio e Obras Públicas | 20 de agosto de 1885   | 10 de maio de 1887     | João Maurício Wanderley (barão de Cotegipe)                 |
| 32 |      | Rodrigo Augusto da Silva                                       | Secretaria de Estado dos Negócios da Agricultura, Comércio e Obras Públicas | 10 de maio de 1887     | 27 de junho de 1888    | João Alfredo Correia de Oliveira                            |
| 33 |      | Antônio da Silva Prado                                         | Secretaria de Estado dos Negócios da Agricultura, Comércio e Obras Públicas | 27 de junho de 1888    | 5 de janeiro de 1889   | João Alfredo Correia de Oliveira                            |
| 34 |      | Rodrigo Augusto da Silva                                       | Secretaria de Estado dos Negócios da Agricultura, Comércio e Obras Públicas | 5 de janeiro de 1889   | 7 de junho de 1889     | João Alfredo Correia de Oliveira                            |
| 35 |      | Lourenço Cavalcanti de Albuquerque                             | Secretaria de Estado dos Negócios da Agricultura, Comércio e Obras Públicas | 7 de junho de 1889     | 15 de novembro de 1889 | Afonso Celso de Assis Figueiredo (visconde de Ouro Preto)   |

## República

### República Velha(1.ª República)
| Nº | Foto                   | Nome                                         | Órgão                                                                       | Início                 | Fim                     | Presidente          |
| -- | ---------------------- | -------------------------------------------- | --------------------------------------------------------------------------- | ---------------------- | ----------------------- | ------------------- |
| 36 |                        | Quintino Bocaiuva                            | Secretaria de Estado dos Negócios da Agricultura, Comércio e Obras Públicas | 15 de novembro de 1889 | 7 de dezembro de 1889   | Deodoro da Fonseca  |
| 37 |                        | Demétrio Nunes Ribeiro                       | Secretaria de Estado dos Negócios da Agricultura, Comércio e Obras Públicas | 7 de dezembro de 1889  | 31 de janeiro de 1890   | Deodoro da Fonseca  |
| 38 |                        | Francisco Glicério                           | Secretaria de Estado dos Negócios da Agricultura, Comércio e Obras Públicas | 31 de janeiro de 1890  | 22 de janeiro de 1891   | Deodoro da Fonseca  |
| 39 |                        | Henrique Pereira de Lucena (barão de Lucena) | Secretaria de Estado dos Negócios da Agricultura, Comércio e Obras Públicas | 22 de janeiro de 1891  | 4 de julho de 1891      | Deodoro da Fonseca  |
| 40 |                        | João Barbalho Uchôa Cavalcanti               | Secretaria de Estado dos Negócios da Agricultura, Comércio e Obras Públicas | 4 de julho de 1891     | 23 de novembro de 1891  | Deodoro da Fonseca  |
| 41 |                        | Antão Gonçalves de Faria                     | Secretaria de Estado dos Negócios da Agricultura, Comércio e Obras Públicas | 23 de novembro de 1891 | 23 de junho de 1892     | Floriano Peixoto    |
| 42 |                        | Serzedelo Correia                            | Secretaria de Estado dos Negócios da Agricultura, Comércio e Obras Públicas | 23 de junho de 1892    | 17 de dezembro de 1892  | Floriano Peixoto    |
| 43 |                        | Antônio Paulino Limpo de Abreu               | Secretaria de Estado dos Negócios da Agricultura, Comércio e Obras Públicas | 17 de dezembro de 1892 | 22 de abril de 1893     | Floriano Peixoto    |
| 44 |                        | Antônio Cândido Rodrigues                    | Ministério de Agricultura, Indústria e Comércio                             | 19 de junho de 1909    | 26 de novembro de 1909  | Nilo Peçanha        |
| 45 |                        | Francisco Sá                                 | Ministério de Agricultura, Indústria e Comércio                             | 26 de novembro de 1909 | 29 de novembro de 1909  | Nilo Peçanha        |
| 46 |                        | Rodolfo Nogueira da Rocha Miranda            | Ministério de Agricultura, Indústria e Comércio                             | 29 de novembro de 1909 | 15 de novembro de 1910  | Nilo Peçanha        |
| 47 |                        | Pedro Manuel de Toledo                       | Ministério de Agricultura, Indústria e Comércio                             | 15 de novembro de 1910 | 18 de novembro de 1913  | Hermes da Fonseca   |
| —  |                        | José Joaquim Seabra (interino)               | Ministério de Agricultura, Indústria e Comércio                             | 3 de março de 1911     | 30 de março de 1911     | Hermes da Fonseca   |
| —  |                        | José Barbosa Gonçalves (interino)            | Ministério de Agricultura, Indústria e Comércio                             | 4 de maio de 1912      | 29 de maio de 1912      | Hermes da Fonseca   |
| 48 |                        | Edwiges de Queirós                           | Ministério de Agricultura, Indústria e Comércio                             | 19 de novembro de 1913 | 15 de novembro de 1914  | Hermes da Fonseca   |
| 49 |                        | Pandiá Calógeras                             | Ministério de Agricultura, Indústria e Comércio                             | 15 de novembro de 1914 | 7 de agosto de 1915     | Venceslau Brás      |
| 50 |                        | José Rufino Bezerra Cavalcanti               | Ministério de Agricultura, Indústria e Comércio                             | 7 de agosto de 1915    | 26 de novembro de 1917  | Venceslau Brás      |
| —  |                        | Pandiá Calógeras (interino)                  | Ministério de Agricultura, Indústria e Comércio                             | 15 de julho de 1915    | 7 de agosto de 1915     | Venceslau Brás      |
| —  |                        | Carlos Maximiliano (interino)                | Ministério de Agricultura, Indústria e Comércio                             | 19 de janeiro de 1916  | 22 de fevereiro de 1916 | Venceslau Brás      |
| 51 |                        | João Gonçalves Pereira Lima                  | Ministério de Agricultura, Indústria e Comércio                             | 26 de novembro de 1917 | 15 de novembro de 1918  | Venceslau Brás      |
| 51 | 15 de novembro de 1918 | João Gonçalves Pereira Lima                  | Ministério de Agricultura, Indústria e Comércio                             | 12 de dezembro de 1918 | Delfim Moreira          |                     |
| 52 |                        | Antônio de Pádua Sales                       | Ministério de Agricultura, Indústria e Comércio                             | 12 de dezembro de 1918 | Delfim Moreira          | 28 de julho de 1919 |
| 53 |                        | Ildefonso Simões Lopes                       | Ministério de Agricultura, Indústria e Comércio                             | 28 de julho de 1919    | 24 de maio de 1922      | Epitácio Pessoa     |
| 54 |                        | José Pires do Rio                            | Ministério de Agricultura, Indústria e Comércio                             | 24 de maio de 1922     | 15 de novembro de 1922  | Epitácio Pessoa     |
| 55 |                        | Miguel Calmon du Pin e Almeida               | Ministério de Agricultura, Indústria e Comércio                             | 15 de novembro de 1922 | 15 de novembro de 1926  | Artur Bernardes     |
| 56 |                        | Geminiano Lira Castro                        | Ministério de Agricultura, Indústria e Comércio                             | 15 de novembro de 1926 | 23 de outubro de 1930   | Washington Luís     |

### Era Vargas(2.ªe3.ªRepúblicas)
| Nº | Foto                   | Nome                                      | Órgão                     | Início                  | Fim                     | Presidente                           |
| -- | ---------------------- | ----------------------------------------- | ------------------------- | ----------------------- | ----------------------- | ------------------------------------ |
| 57 |                        | Paulo de Morais Barros                    | Ministério da Agricultura | 23 de outubro de 1930   | 18 de novembro de 1930  | Junta Governativa Provisória de 1930 |
| 58 |                        | Joaquim Francisco de Assis Brasil         | Ministério da Agricultura | 18 de novembro de 1930  | 22 de dezembro de 1932  | Getúlio Vargas                       |
| 59 |                        | Juarez Távora                             | Ministério da Agricultura | 22 de dezembro de 1932  | 24 de julho de 1934     | Getúlio Vargas                       |
| —  |                        | Edmundo Navarro de Andrade (interino)     | Ministério da Agricultura | 19 de agosto de 1933    | 4 de outubro de 1933    | Getúlio Vargas                       |
| —  | 9 de janeiro de 1934   | Edmundo Navarro de Andrade (interino)     | Ministério da Agricultura | 18 de fevereiro de 1934 |                         | Getúlio Vargas                       |
| —  |                        | Guilherme Edelberto Hermsdorff (interino) | Ministério da Agricultura | 5 de junho de 1934      | 12 de junho de 1934     | Getúlio Vargas                       |
| 60 |                        | Odilon Duarte Braga                       | Ministério da Agricultura | 24 de julho de 1934     | 13 de novembro de 1937  | Getúlio Vargas                       |
| —  |                        | José Solano Carneiro da Cunha (interino)  | Ministério da Agricultura | 9 de agosto de 1935     | 9 de setembro de 1935   | Getúlio Vargas                       |
| 61 |                        | Fernando de Sousa Costa                   | Ministério da Agricultura | 13 de novembro de 1937  | 3 de junho de 1941      | Getúlio Vargas                       |
| 62 |                        | Carlos de Sousa Duarte                    | Ministério da Agricultura | 3 de junho de 1941      | 18 de fevereiro de 1942 | Getúlio Vargas                       |
| 63 |                        | Apolônio Sales                            | Ministério da Agricultura | 19 de fevereiro de 1942 | 29 de outubro de 1945   | Getúlio Vargas                       |
| —  |                        | João Maurício de Medeiros (interino)      | Ministério da Agricultura | 29 de maio de 1944      | 17 de julho de 1944     | Getúlio Vargas                       |
| —  | 16 de setembro de 1945 | João Maurício de Medeiros (interino)      | Ministério da Agricultura | 10 de outubro de 1945   |                         | Getúlio Vargas                       |
| 64 |                        | Teodureto Leite de Almeida Camargo        | Ministério da Agricultura | 8 de novembro de 1945   | 31 de janeiro de 1946   | José Linhares                        |

### Período Populista(4.ª República)
| Nº | Foto                  | Nome                                   | Órgão                     | Início                 | Fim                    | Presidente                      |
| -- | --------------------- | -------------------------------------- | ------------------------- | ---------------------- | ---------------------- | ------------------------------- |
| 65 |                       | Manoel Neto Campelo Júnior             | Ministério da Agricultura | 31 de janeiro de 1946  | 15 de outubro de 1946  | Eurico Gaspar Dutra             |
| —  |                       | Daniel Serapião de Carvalho (interino) | Ministério da Agricultura | 15 de outubro de 1946  | 27 de abril de 1950    | Eurico Gaspar Dutra             |
| 66 |                       | Antônio de Novais Filho                | Ministério da Agricultura | 27 de abril de 1950    | 31 de janeiro de 1951  | Eurico Gaspar Dutra             |
| 67 |                       | João Cleofas                           | Ministério da Agricultura | 31 de janeiro de 1951  | 8 de junho de 1954     | Getúlio Vargas                  |
| 68 |                       | Osvaldo Aranha                         | Ministério da Agricultura | 8 de junho de 1954     | 28 de junho de 1954    | Getúlio Vargas                  |
| 69 |                       | Apolônio Sales                         | Ministério da Agricultura | 29 de junho de 1954    | 24 de agosto de 1954   | Getúlio Vargas                  |
| 69 | 24 de agosto de 1954  | Apolônio Sales                         | Ministério da Agricultura | 31 de agosto de 1954   | Café Filho             |                                 |
| 70 |                       | José Antônio da Costa Porto            | Ministério da Agricultura | 31 de agosto de 1954   | Café Filho             | 3 de maio de 1955               |
| 71 |                       | Bento Munhoz da Rocha                  | Ministério da Agricultura | 3 de maio de 1955      | Café Filho             | 18 de maio de 1955              |
| 72 |                       | Eduardo Catalão                        | Ministério da Agricultura | 18 de maio de 1955     | Café Filho             | 9 de novembro de 1955           |
| 72 | 9 de novembro de 1955 | Eduardo Catalão                        | Ministério da Agricultura | 31 de janeiro de 1956  | Nereu Ramos            |                                 |
| 73 |                       | Ernesto Dorneles                       | Ministério da Agricultura | 31 de janeiro de 1956  | 30 de setembro de 1956 | Juscelino Kubitschek            |
| 74 |                       | Parsifal Barroso                       | Ministério da Agricultura | 30 de setembro de 1956 | 3 de outubro de 1956   | Juscelino Kubitschek            |
| 75 |                       | Mário Meneghetti                       | Ministério da Agricultura | 3 de outubro de 1956   | 5 de abril de 1960     | Juscelino Kubitschek            |
| —  |                       | Paulo Fróes da Cruz (interino)         | Ministério da Agricultura | 1 de agosto de 1958    | 31 de agosto de 1958   | Juscelino Kubitschek            |
| 76 |                       | Fernando Nóbrega                       | Ministério da Agricultura | 6 de abril de 1960     | 6 de junho de 1960     | Juscelino Kubitschek            |
| 77 |                       | Antônio de Barros Carvalho             | Ministério da Agricultura | 6 de junho de 1960     | 30 de janeiro de 1961  | Juscelino Kubitschek            |
| 78 |                       | Romero Cabral da Costa                 | Ministério da Agricultura | 31 de janeiro de 1961  | 25 de agosto de 1961   | Jânio Quadros                   |
| 79 |                       | Ricardo Greenhalgh Barreto Filho       | Ministério da Agricultura | 29 de agosto de 1961   | 8 de setembro de 1961  | Ranieri Mazzilli                |
| 80 |                       | Armando Monteiro Filho                 | Ministério da Agricultura | 8 de setembro de 1961  | 26 de junho de 1962    | João Goulart (parlamentarismo)  |
| 81 |                       | Renato Costa Lima                      | Ministério da Agricultura | 12 de julho de 1962    | 22 de janeiro de 1963  | João Goulart (parlamentarismo)  |
| 82 |                       | José Ermírio de Moraes                 | Ministério da Agricultura | 23 de janeiro de 1963  | 21 de junho de 1963    | João Goulart (presidencialismo) |
| 83 |                       | Osvaldo Lima Filho                     | Ministério da Agricultura | 21 de junho de 1963    | 6 de abril de 1964     | João Goulart (presidencialismo) |

### Ditadura militar(5.ª República)
| Nº | Foto | Nome                               | Órgão                     | Início                 | Fim                    | Presidente                       |
| -- | ---- | ---------------------------------- | ------------------------- | ---------------------- | ---------------------- | -------------------------------- |
| 84 |      | Arnaldo Lopes Süssekind            | Ministério da Agricultura | 6 de abril de 1964     | 15 de abril de 1964    | Ranieri Mazzilli                 |
| 85 |      | Oscar Thompson Filho               | Ministério da Agricultura | 15 de abril de 1964    | 16 de junho de 1964    | Humberto Castelo Branco          |
| 86 |      | Hugo de Almeida Leme               | Ministério da Agricultura | 16 de junho de 1964    | 19 de novembro de 1965 | Humberto Castelo Branco          |
| 87 |      | Ney Braga                          | Ministério da Agricultura | 19 de novembro de 1965 | 12 de agosto de 1966   | Humberto Castelo Branco          |
| 88 |      | Severo Gomes                       | Ministério da Agricultura | 12 de agosto de 1966   | 15 de março de 1967    | Humberto Castelo Branco          |
| 89 |      | Ivo Arzua Pereira                  | Ministério da Agricultura | 15 de março de 1967    | 31 de agosto de 1969   | Costa e Silva                    |
| —  |      | Raymundo Bruno Marussig (interino) | Ministério da Agricultura | 10 de abril de 1968    | 20 de novembro de 1968 | Costa e Silva                    |
| —  |      | Rui Correia Lopes (interino)       | Ministério da Agricultura | 15 de julho de 1969    | 29 de julho de 1969    | Costa e Silva                    |
| —  |      | Ivo Arzua Pereira                  | Ministério da Agricultura | 31 de agosto de 1969   | 30 de outubro de 1969  | Junta militar brasileira de 1969 |
| —  |      | Boris Casoy (interino)             | Ministério da Agricultura | 30 de outubro de 1969  | 9 de maio de 1970      | Emílio Garrastazu Médici         |
| 91 |      | Luís Fernando Cirne Lima           | Ministério da Agricultura | 30 de maio de 1970     | 9 de maio de 1973      | Emílio Garrastazu Médici         |
| 92 |      | Moura Cavalcanti                   | Ministério da Agricultura | 9 de maio de 1973      | 15 de março de 1974    | Emílio Garrastazu Médici         |
| 93 |      | Alysson Paulinelli                 | Ministério da Agricultura | 15 de março de 1974    | 15 de março de 1979    | Ernesto Geisel                   |
| 94 |      | Delfim Netto                       | Ministério da Agricultura | 15 de março de 1979    | 15 de agosto de 1979   | João Figueiredo                  |
| 95 |      | Ângelo Amaury Stábile              | Ministério da Agricultura | 15 de agosto de 1979   | 2 de março de 1984     | João Figueiredo                  |
| 96 |      | Nestor Jost                        | Ministério da Agricultura | 2 de março de 1984     | 15 de março de 1985    | João Figueiredo                  |

### Nova República(6.ª República)
| Nº  | Foto                                                       | Nome                                    | Órgão                                               | Início                  | Fim                      | Presidente                |
| --- | ---------------------------------------------------------- | --------------------------------------- | --------------------------------------------------- | ----------------------- | ------------------------ | ------------------------- |
| 96  |                                                            | Pedro Simon                             | Ministério da Agricultura                           | 15 de março de 1985     | 14 de fevereiro de 1986  | José Sarney               |
| 97  |                                                            | Iris Rezende                            | Ministério da Agricultura                           | 14 de fevereiro de 1986 | 15 de março de 1990      | José Sarney               |
| 97  | Ministério da Agricultura e Reforma Agrária                | Iris Rezende                            | 14 de fevereiro de 1990                             | 30 de março de 1990     | Fernando Collor de Mello |                           |
| 98  | Ministério da Agricultura e Reforma Agrária                |                                         | Bernardo Cabral                                     | 30 de março de 1990     | Fernando Collor de Mello | 3 de abril de 1990        |
| 99  | Ministério da Agricultura e Reforma Agrária                |                                         | Antônio Cabrera Mano Filho                          | 3 de abril de 1990      | Fernando Collor de Mello | 2 de outubro de 1992      |
| 100 | Ministério da Agricultura e Reforma Agrária                |                                         | Lázaro Barbosa                                      | 2 de outubro de 1992    | Fernando Collor de Mello | 14 de novembro de 1992    |
| 100 | Ministério da Agricultura, Abastecimento e Reforma Agrária | 14 de novembro de 1992                  | Lázaro Barbosa                                      | 25 de maio de 1993      | Itamar Franco            |                           |
| 101 | Ministério da Agricultura, Abastecimento e Reforma Agrária |                                         | Wilson Brandi Romão                                 | 25 de maio de 1993      | Itamar Franco            | 5 de junho de 1993        |
| 102 | Ministério da Agricultura, Abastecimento e Reforma Agrária |                                         | Nuri Andraus Gassani                                | 7 de junho de 1993      | Itamar Franco            | 16 de junho de 1993       |
| —   | Ministério da Agricultura, Abastecimento e Reforma Agrária |                                         | Wilson Brandi Romão (interino)                      | 16 de junho de 1993     | Itamar Franco            | 17 de junho de 1993       |
| 103 | Ministério da Agricultura, Abastecimento e Reforma Agrária |                                         | Barros Munhoz                                       | 17 de junho de 1993     | Itamar Franco            | 1 de setembro de 1993     |
| 104 | Ministério da Agricultura, Abastecimento e Reforma Agrária |                                         | José Eduardo de Andrade Vieira                      | 1 de setembro de 1993   | Itamar Franco            | 13 de outubro de 1993     |
| 105 | Ministério da Agricultura, Abastecimento e Reforma Agrária |                                         | Dejandir Dalpasquale                                | 14 de outubro de 1993   | Itamar Franco            | 21 de dezembro de 1993    |
| 106 | Ministério da Agricultura, Abastecimento e Reforma Agrária |                                         | Alberto Duque Portugal                              | 21 de dezembro de 1993  | Itamar Franco            | 25 de janeiro de 1994     |
| 107 | Ministério da Agricultura, Abastecimento e Reforma Agrária |                                         | Sinval Guazzelli                                    | 26 de janeiro de 1994   | Itamar Franco            | 1 de janeiro de 1995      |
| 108 | Ministério da Agricultura, Abastecimento e Reforma Agrária |                                         | José Eduardo de Andrade Vieira                      | 1 de janeiro de 1995    | 2 de maio de 1996        | Fernando Henrique Cardoso |
| 109 |                                                            | Arlindo Porto                           | Ministério da Agricultura e Abastecimento           | 8 de maio de 1996       | 4 de abril de 1998       | Fernando Henrique Cardoso |
| —   |                                                            | Ailton Barcelos Fernandes (interino)    | Ministério da Agricultura e Abastecimento           | 3 de maio de 1996       | 8 de maio de 1996        | Fernando Henrique Cardoso |
| —   |                                                            | Washington Thadeu de Mello (interino)   | Ministério da Agricultura e Abastecimento           | 12 de fevereiro de 1997 | 14 de fevereiro de 1997  | Fernando Henrique Cardoso |
| —   |                                                            | Enio Antônio Marques Pereira (interino) | Ministério da Agricultura e Abastecimento           | 12 de outubro de 1997   | 15 de outubro de 1997    | Fernando Henrique Cardoso |
| 110 |                                                            | Francisco Turra                         | Ministério da Agricultura e Abastecimento           | 7 de abril de 1998      | 19 de julho de 1999      | Fernando Henrique Cardoso |
| 111 |                                                            | Pratini de Moraes                       | Ministério da Agricultura e Abastecimento           | 19 de julho de 1999     | 1 de janeiro de 2003     | Fernando Henrique Cardoso |
| 112 |                                                            | Roberto Rodrigues                       | Ministério da Agricultura, Pecuária e Abastecimento | 1 de janeiro de 2003    | 30 de junho de 2006      | Luiz Inácio Lula da Silva |
| 113 |                                                            | Luis Carlos Guedes Pinto                | Ministério da Agricultura, Pecuária e Abastecimento | 3 de julho de 2006      | 22 de março de 2007      | Luiz Inácio Lula da Silva |
| 114 |                                                            | Reinhold Stephanes                      | Ministério da Agricultura, Pecuária e Abastecimento | 22 de março de 2007     | 24 de abril de 2010      | Luiz Inácio Lula da Silva |
| 115 |                                                            | Wagner Rossi                            | Ministério da Agricultura, Pecuária e Abastecimento | 24 de abril de 2010     | 31 de dezembro de 2010   | Luiz Inácio Lula da Silva |
| 115 | 1 de janeiro de 2011                                       | Wagner Rossi                            | Ministério da Agricultura, Pecuária e Abastecimento | 17 de agosto de 2011    | Dilma Rousseff           |                           |
| 116 |                                                            | Mendes Ribeiro Filho                    | Ministério da Agricultura, Pecuária e Abastecimento | 18 de agosto de 2011    | Dilma Rousseff           | 16 de março de 2013       |
| 117 |                                                            | Antônio Andrade                         | Ministério da Agricultura, Pecuária e Abastecimento | 16 de março de 2013     | Dilma Rousseff           | 17 de março de 2014       |
| 118 |                                                            | Neri Geller                             | Ministério da Agricultura, Pecuária e Abastecimento | 17 de março de 2014     | Dilma Rousseff           | 1º de janeiro de 2015     |
| 119 |                                                            | Kátia Abreu                             | Ministério da Agricultura, Pecuária e Abastecimento | 1º de janeiro de 2015   | Dilma Rousseff           | 12 de maio de 2016        |
| 120 |                                                            | Blairo Maggi                            | Ministério da Agricultura, Pecuária e Abastecimento | 12 de maio de 2016      | 1 de janeiro de 2019     | Michel Temer              |
| 121 |                                                            | Tereza Cristina                         | Ministério da Agricultura, Pecuária e Abastecimento | 1 de janeiro de 2019    | 30 de março de 2022      | Jair Bolsonaro            |
| 122 |                                                            | Marcos Montes                           | Ministério da Agricultura, Pecuária e Abastecimento | 30 de março de 2022     | 31 de dezembro de 2022   | Jair Bolsonaro            |
| 123 |                                                            | Carlos Fávaro                           | Ministério da Agricultura e Pecuária                | 1 de janeiro de 2023    | —                        | Luiz Inácio Lula da Silva |